# 因丘帕利亞區
因丘帕利亞區（西班牙語：Distrito de Inchupalla），是秘魯的一個區，位於該國東南部普諾大區的萬卡內省，面積289.03平方公里，海拔高度3,932米，2005年人口3,848，人口密度每平方公里13人。